# Пророки ісламу
Пророки ісламу — в ісламі стверджується, що Аллах послідовно посилав на землю пророків, які повинні були проповідувати людям єдинобожність. Проповідь кожного з них була адресована окремому народові. У мусульманській традиції вважається, що пророків було понад сто тисяч, та в Корані згадано лише 25.
Одні пророки були спільними для трьох релігій — юдаїзму, християнства та ісламу, інші фігурували лише у ісламі. У ісламі визнаються біблійні пророки зі Старого Заповіту: Адам, Нух (Ной), Ібрагім (Авраам), Муса (Мойсей), Лут (Лот), Айюб (Йов), Харун (Арон), Дауд (Давид), Сулейман (Соломон), Ільяс (Ілля), Ісхак (Ісаак), Якуб (Яків), Юнус (Іона) та ін. Серед ісламських пророків фігурують також персонажі Нового Заповіту — Закарія (Захарія), Ях’я (Іван Хреститель), Іса (Ісус Христос). В Корані фігурують також суто мусульмаські пророки: Саліх, Худ, Шуайб. Магомет в ісламі останній посланець і пророк Аллаха.

## Поняття пророцтва в ісламі
Проблема пророцтва стала одною з центральних у мусульманській догматиці та богослов’ї. Існує різниця між набі, що отримали просто одкровення (як у вигляді прямої інформації, так і через власні відчуття і сновидіння), і расулами, яким янголи приносили писання, і яким було доручено активно проповідувати його серед людей. У ісламі набі — звичайна людина, але за своєю близькість до Аллаха він чимось подібний до янголів; він навіть важливіший за останніх. Пророки у ісламі належать до особливої категорії людей — до тих, хто здатний знати приховане від інших. Пророки очолюють ісламську ієрархію духовних авторитетів, за ними йдуть імами і «святі».
 
Головні ознаки пророцтва: одкровення у стані трансу, благочестя, проповідь покори і стриманості, авторитет серед людей і гідне походження, вміння творити чудеса.

Одним із головних питань, пов’язаних з пророцтвом у ісламі, — чудеса пророків. Згідно з мусульманською доктриною, вони даруються Аллахом як доказ істинності проповіді пророка. Існує набір ознак, за якими їх відрізняють від здатності творити чудеса, якою наділені «святі», і фокусів чарівників.
Шиїтська теологія пророцтва особливо відзначає наявність у кожного пророка "виконавця духовного заповіту" (васі), що підтримує і продовжує його місію.

Деякими шиїтами на перше місце серед пророків ставляться Алі і його нащадки.

## Категорії пророків в ісламі
- Набі (араб. نبي) — посланець, людина до якої «промовляє Аллах», той, хто отримує від Бога одкровення. Набі в ісламі це пророк, який не приніс нову релігію, а закликає народ слідувати релігії великого пророка расула.

У справі поширення ісламу, між набі і расулами немає різниці. Всі вони повинні бути прийняті мусульманами — не визнання хоча б одного з них робить людину невіруючою.

Згідно з мусульманською традицією деякими основними якостями посланців Аллаха є:

• Сідк. Божі посланці правдиві. Ніколи не кажуть неправду

• Аманат. Їм можна повністю в усьому довіряти

• Фатанат. Пророки Аллаха відзначаються мудрістю

• Ісмет. Вони цілком безгрішні — ніколи не грішать, навіть у дрібницях

• Табліг. Пророки несуть людям слово Боже, незважаючи на будь-які перепони. Вони доносять його до людей у чистому, неспотвореному вигляді

• Амну'ль азл. Незворотність і постійність їх пророчої місії
- Расули — посланці Аллаха, які приходить з проповіддю нової монотеїстичної релігії. Расулами вважаються Адам, Нух, Ібрагім, Муса, Іса і Магомет
- Улу-л-азм ("стійкі") – найбільші пророки  Адам, Нух, Ібрагім, Муса, Іса і Магомет, які, як вважають мусульмани, принесли новий шаріат, були прародичами нових спільнот, або, як у випадку з Адамом — всього людства.
- Хатм аль-Анбія ("печать пророків") – останній пророк в історії людства. Це найвищий ступінь серед пророків, вона належить лише пророку Магомету[3]

## Пророки, імена яких згадуються в Корані
- Адам (біблійний Адам) — перший чоловік на землі, предок всього людства (расул, улу-л-азм)[4]
- Ідріс (біблійний Єнох). Один із пророків (набі)[5]
- Нух (біблійний Ной). Один із найбільших пророків (расул, улу-л-азм)[6]
- Худ — пророк, який був посланий до єменського племені ад, що проживало у містечку Аль-Ахкаф. Він є нащадком Сама (Сима), сина Нуха (Ноя)[7]
- Саліх — пророк (набі), що був посланий до народу Самуд. Він, як і Худ був нащадком Сама (Сима), сина Нуха (Ноя)[8]
- Ібрагім (біблійний Авраам). Один із найбільших пророків (расул, улу-л-азм)[9]
- Лут (біблійний Лот). Один із пророків (набі), він був племінником пророка Ібрагіма[10]
- Ісмаїл (біблійний Ізмаїл) — пророк, що був посланий народу Джурхум; старший син пророка Ібрагіма (Авраама), родоначальник арабів, предок пророка Магомета[11]
- Ісхак (біблійний Ісаак) — пророк, що був посланий народам Палестини і Сирії. Він був другим сином пророка Ібрагіма (Авраама). Його матір’ю була Сара[12]
- Якуб (біблійний Яків) — Один із пророків (набі), що був посланий до людей, які проживали у Кенані (Ханаані); онук пророка Ібрагіма (Авраама) від його молодшого сина Ісхака (Коран, 29: 27). Його також звали Ісраілом (Ізраїлем). У Якуба було 12 синів, які стали родоначальниками ізраїльтян[13]
- Юсуф (біблійний Йосиф) — Один із пророків (набі), що був посланий до народу Єгипту. Він був сином пророка Якуба (Якова), його матір’ю була Рахіль[14]
- Айюб (біблійний Йов) — один із пророків (набі), що був посланий до народу Ізраїлю. Походить з роду пророка Ісхака (Ісаака)[15]
- Шуайб — пророк (набі) посланий до народів Мадйану і Айки. Він проповідував релігію пророка Ібрагіма. Шуайб був нащадком Ібрагіма, або Саліха[16]
- Муса (біблійний Мойсей). Великий пророк ісламу (расул, улу-л-азм) посланий до народу Ізраїлю. Він був сином Імрана і нащадком Якуба (Якова). Його братом був Харун (Аарон). За те, що за ісламським переданням Муса розмовляв з Аллахом, його називають Калімуллах[17]
- Харун (біблійний Аарон). Аарон син Імрана. Один из пророків (набі), посланий до народу Ізраїлю. Брат пророка (расула) Муси. Народився у Єгипті. Походить від сина пророка Якуба (Якова) — Лаві (Левій)[18]
- Дауд (біблійний Давид). Пророк (набі) і цар, посланий до народу Ізраїлю. Народився і помер у Кудсі (Єрусалим). Походив з роду Яхуди (Юди), сина Якуба (Якова)[19]
- Сулейман (біблійний Соломон). Син пророка Давуда (Давида). Походив з роду пророка Якуба (Якова). Один з пророків (набі), що були послані народу Ізраїлю. Він народився в Газі, а помер у Кудсі (Єрусалим). За ісламським переданням проповідував релігію пророка Муси (Мойсея). Був одночасно царем і посланцем Аллаха[20]
- Ільяс (біблійний Ілля). Один із пророків (набі), який був посланий до народу Ізраїлю і за ісламським переданням керувався шаріатом Муси (Мойсей)[21]
- Альяса (біблійний Єлисей). Один із пророків (набі), який був посланий до народу Ізраїлю після пророка Ільяса (Іллі), ім’я якого згадується в аятах Корану 38:48 і 6: 86[22]
- Зулькіфл (можливо біблійний Єзекіїль). Праведник, ім'я якого згадується в аятах Корану поряд с Ісмаїлом і Ідрісом (Коран, 21: 85-86). Про те, чи був він пророком, серед ісламських богословів існують різні думки. Та більшість вважають його пророком (набі)[23]
- Юнус (біблійний Іона). Один із пророків (набі). Він народився в ассирійському місті Нінова (Ніневія)[24]
- Закарія (біблійний Захарія) — один із пророків (набі) Ізраїлю, батько пророка Яхьї (біблійного Івана Хрестителя). За ісламським переданням його повним ім’ям було Закарія ібн Азан ібн Муслім ібн Садун, його рід походив від пророка Сулеймана (Соломона)[25]
- Ях’я (біблійний Іван Хреститель), син Закарії. Один із пророків (набі), який був посланий до народу Ізраїлю[26]
- Іса (біблійний Ісус Христос). Згідно з ісламською доктриною один з найбільших пророків (расул, улу-л-азм), який був посланий до ізраїльтян (Коран, 3: 48). Він прийшов для того, щоб підтвердити істинність Таури (Тори). Іса також був Масихом (Месією), засновником нового шаріату і приніс нове священне писання — Інджил[27]
- Магомет — в ісламі останній посланець і пророк Аллаха (расул, улу-л-азм і Хатм аль-Анбія). Через Магомета Аллах послав народам світу іслам у своєму завершеному вигляді, а також книгу Коран. Магомет є останнім Божим посланцем. Після нього посланців не буде до дня Страшного суду[28]